# 田中義綱
田中 義綱（たなか よしつな、天文8年（1539年） - 元亀3年12月23日（1573年1月26日））は、戦国時代・安土桃山時代の武将。徳川家康の家臣。通称は彦次郎、彦十郎、五郎右衛門。

## 生涯
清和源氏新田氏流里見田中氏の流れを汲む三河武士。父・田中末広の長男として生まれ、元服後は松平広忠・徳川家康の二代に仕えた。永禄6年（1563年）、西三河全域で起きた三河一向一揆の際、徳川家康の命により上和田砦へ赴き、幾たびの激しい戦いで敵を退け、その恩賞として采地を加増される。元亀3年（1572年）三方ヶ原の戦いに出陣。主君家康を守り勇猛果敢な戦ぶりを見せたがついに武田方に討ち取られる。享年34歳。法名・道光。家督は弟の義忠が継いだ。